# بانباربارو
بانباربارو (به لاتین: Banjarbaru) یک منطقهٔ مسکونی در اندونزی است که در کالیمانتان جنوبی واقع شده‌است.
 بانباربارو ۳۷۱٫۳۸ کیلومتر مربع مساحت و ۲۴۸٬۴۲۳ نفر جمعیت دارد و ۲۳ متر بالاتر از سطح دریا واقع شده‌است.